# Polyplacapros tyleri
Polyplacapros tyleri es una especie de peces de la familia Aracanidae en el orden de los Tetraodontiformes.

## Hábitat
Es un pez de mar y de clima templado.

## Distribución geográfica
Se encuentran en Nueva Zelanda y el este de Australia.